# 262-й отдельный пулемётно-артиллерийский батальон
262-й отдельный пулемётно-артиллерийский батальон — воинская часть Вооружённых сил СССР в Великой Отечественной войне.

## История
Батальон сформирован в Ленинграде в первые дни войны, как ополченческий. 
Командир - капитан Грей, начальник штаба - старший лейтенант Длугоканский Д.А.
В составе действующей армии с 3 июля 1941 года по 12 октября 1941 года.
По формировании, в конце первой декады июля 1941 года направлен в Красногвардейский укреплённый район. На 19 июля 1941 года занимает позиции в районе деревень Вычелобок, Русыня, Малые Торшковичи, Княжья Гора, Большой Волок; штаб батальона находился в лесу в 1 километре южнее Дрегли.  В конце июля 1941 года переброшен на Лужский рубеж, где был придан 235-й стрелковой дивизии и занял оборону на Новгородское направлении в районах Щепино и станции Медведь, с задачей не допустить противника к станции Батецкая и реке Оредеж.. На 19 июля 1941 года занимает позиции в районе деревень Вычелобок, Русыня, Малые Торшковичи, Княжья Гора, Большой Волок; штаб батальона находился в лесу в 1 километре южнее Дрегли.
После возобновления 10 августа 1941 года немецкого наступления на Ленинград до двадцатых чисел августа 1941 года ведёт бои, после чего, как и все части Лужского участка обороны (Южной оперативной группы), попал в окружение и по-видимому, в нём и уничтожен.
12 октября 1941 года расформирован. 

### Подчинение
| Дата       | Фронт (участок)     | Армия (район)                       | Корпус | Дивизия | Примечания                                                         |
| ---------- | ------------------- | ----------------------------------- | ------ | ------- | ------------------------------------------------------------------ |
| 10.07.1941 | Северный фронт      | Красногвардейский укреплённый район | -      | -       | -                                                                  |
| 01.08.1941 | Северный фронт      | Восточный участок обороны           | -      | -       | по Справочнику боевого состава входил в Лужскую оперативную группу |
| 01.09.1941 | Ленинградский фронт | Южная оперативная группа            | -      | -       | -                                                                  |
| 01.10.1941 | Ленинградский фронт | -                                   | -      | -       | точных данных нет                                                  |